# Emily Falls (West Coast)
Die Emily Falls sind ein Wasserfall im Mount-Aspiring-Nationalpark in der Region West Coast auf der Südinsel Neuseelands. In der Selborne Range der Neuseeländischen Alpen liegt er im Lauf des Emily Torrent unterhalb des Gipfels des 1673 m hohen Mount Calliope. Seine Fallhöhe beträgt 210 Meter.